# Gribitch
Gribitch est un groupe de rock alternatif français, originaire de Paris.
Formé en 2009, la formation mêle punk français à l'humour décalé, esprit métal et mélodies festives venues des Balkans, lui valant également la classification gypsy punk.
John Allister (Lylo magazine) décrit le groupe le 16 octobre 2015 comme un mélange de « Bérurier noir, Mano Negra, B52's et Rammstein » .
Malgré de nombreux remaniements, le groupe joue toujours régulièrement en 2023.

## Biographie

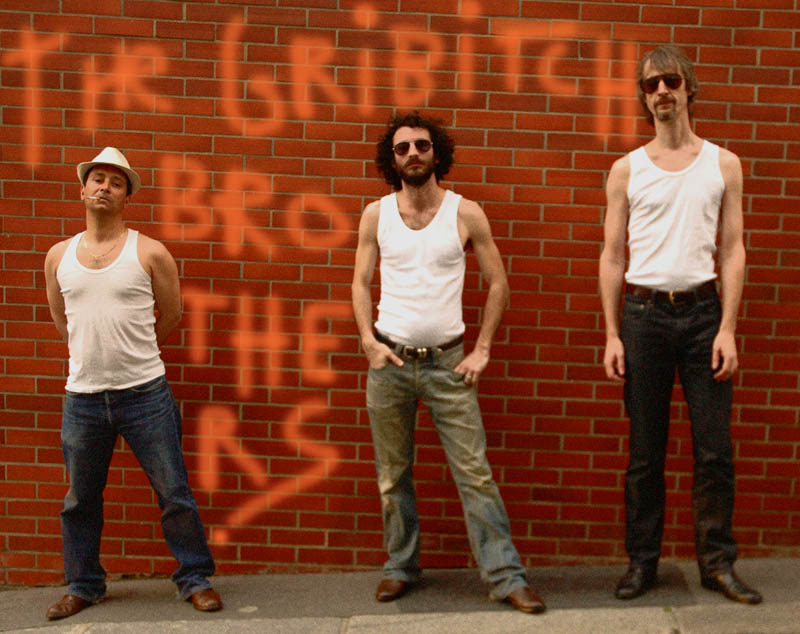
The Gribitch Brothers - Paris- 2009

Le nom Gribitch est supposé venir de la sauce gribiche, fameuse sauce de cuisine française qui sert notamment à garnir la tête de veau. Ce repas est parfois l'occasion de célébrer la décapitation de Louis XVI.

### 2009 - Formation
Gribitch Brothers est formé en 2009 à Paris par Kosta Asmanis, Frédéric Hertz et Tariq Bettahar. Se rajoutent deux chanteuses Monica Romanisio et Marion Bourguelat la même année,
le groupe s'intitulant désormais Gribitch Brothers and Sisters.

### 2010-2012
- Tariq Bettahar quitte le groupe et est remplacé par Jean Baptiste Rochet à la batterie.  Ensemble, ils publient en 2011 un premier EP live intitulé Live at Olympiach[2].
- Juin 2011, le groupe joue à la Miroiterie, squat historique de Ménilmontant à Paris[3] et  font la rencontre du groupe Jabul Gorba, référence du style gipsy-punk en France.
- Été 2011, le groupe enchaîne plusieurs festivals, en Espagne, au festival Pua del Oro à Donostia[4] puis en Italie au festival Balla Coi Cinghiali en août 2011[5]. Il en devient la révélation[6].
- En 2012 le groupe joue aux Pays-Bas, au Gideon Festival à Groningen[7].
- Puis il découvre  la scène musicale underground de Berlin (CCCP bar, Trash Fastfood, Kaffe Burger, Bassy club, et au Hangar 49)  et Leipzig (plusieurs fois au Noch Besser Leben[8],[9],[10],[11]).

### 2013-2015
- Après le remplacement de Marion Bourgelat par Aurélie Noblesse et l'arrivée  du bassiste Jacky the Snake, le groupe poursuit son goût pour sillonner l'Europe ( République tchèque, Belgique, Allemagne).
- Le groupe insert des saynètes et s'invente des personnages fictifs poursuivant l'univers des chansons.
- Le groupe s'illustre notamment sur la scène principale du festival Aymon Folk à Bogny-sur-Meuse en juillet 2014, aux côtés du groupe Che Sudaka[12].
- Le groupe sort le single Shup Shup Shupa en 2015.

### 2016-2020
- 2016 marque l'arrivée du nouveau batteur, Sylvain Guignery et le départ de la chanteuse italienne, Monica Romanisio.
- Le groupe prend un tournant plus rock.
- Le 7 juillet 2018 le groupe joue au festival Contentpourien  à Mantes-la-Ville[13].
- L'album EP Savoir vivre à la française en avril 2019[14].
- Juin 2020[15] sort le clip du morceau Masturbation tiré de cet album
- Août 2020, le groupe  accueille une nouvelle chanteuse, Jade Coustere  et un nouveau bassiste David Clermont. Jacky, parti en Bretagne, revient occasionnellement.
- L'épisode de l'épidémie du Covid affecte la scène musicale et le groupe.

### 2021-2022
- Le groupe écourte son nom, et devient Gribitch.
- 2022, Sylvain Guignery, parti dans le Sud, laisse la place au précédent batteur, Paul Ardingue. Il revient occasionnellement.
- Deux nouvelles "gribitchettes"  assurent le chant, Géraude Ayeva et  Madeleine Rispe.

## Style musical
- Le style musical de Gribitch  peut se classer dans le punk-rock , le rock alternernatif et le punk-kabaret.  La plupart des morceaux commencent sur un rythme ska pour ensuite évoluer vers une rythmique punk, puis techno.
- Les mélodies jouées par le groupe sont inspirées de celles jouées en Grèce notamment au bouzouki.  Elles sont tirées du cinquième mode de la gamme mineur harmonique, appelée gamme dominante phrygienne. Les deux chanteuses jouent aussi du kazoo électrique qui évoque le son de la trompette.
- Les textes véhiculent l'idéologie punk : ils critiquent la société de consommation, le capitalisme, la ploutocratie, l'autorité, le conformisme.
- La prose employée est  souvent cru, excentrique voire surréaliste  mais reste toujours dans un registre comique.

## Thèmes abordés
| Titre                               | Précisions |
| ----------------------------------- | --- |
| Savoir vivre à la française         | parle du roi Louis XVI qui ne cesse de se gaver au détriment du peuple. Le texte de la chanson est une succession de recettes de cuisine française qui deviennent de plus en plus improbables et surréelles jusqu'à devenir écœurantes : « Louis XVI, explose le budget de la France ; rondelle de lapinou fourrée à la béchamelle ; calbasse de pigeonneau fourrée au saindoux ». |
| Masturbation                        | Hymne grinçant au phantasme : « I like your face, moi j'adore tes fesses. If you don't kiss me I will kill you. » |
| Parfum Gribitch                     | Parle du parfum fabriqué par le groupe et vendu lors des concerts. Ironisant sur l'aspect mercantile de la vente des produits de luxe tel que le parfum, le groupe chante à la manière d'une annonce publicitaire : « le parfum Gribitch : pour hommes, pour femmes, et pour les autres ».                                                                                         |
| Diktatura                           | Pose la question : « la liberté, oui, mais pour quoi faire ? » et compare dictature et démocratie. |
| The Pig Show                        | Donne le nom de « cochon » aux représentants de la troïka telle qu'elle est depuis la crise grecque : la Commission européenne, la Banque centrale européenne et le Fonds monétaire international. Le mot « γουρούνι » est employé, qui veut dire cochon en grec moderne. |
| Shup shup shupa                     | Parle de ce qu'on aimerait être ou paraître et de ce qu'on est réellement : « I wanna smell love, you smell the glove. I wanna be king, you'v got bling bling. I wanna be Channel, yes you cocotte. » |
| Du sucre                            | Parabole sur l'addiction aux drogues, au problème de la surconsommation de malbouffe, à la définition même du mot drogue, à l'infantilisation qui en résulte comparable au lait maternel, à sa connotation dans le domaine de la santé, l'hyperexcitation et les troubles psychologiques que le sucre engendre.                                                                    |
| I hate the noise of your slipperzzz | Évoque l'invasion des rats, métaphore péjorative du peuple qui trouble le confort bourgeois |

La plupart des textes sont en français, cependant, certaines chanson sont en anglais.

## Membres

### Membres actuels
- Giorgos Papadopoulos (Kosta Asmanis) : chant, guitare électrique, composition, paroles
- Blue (Jade Coustere) : chant, kazoo électrique (depuis août 2020)
- Rainbow (Géraude Ayeva) : chant (depuis juin 2022)
- Grizzli (Paul Ardingue) : batterie (revenu en mars 2023)
- Maggie (Madeleine Rispe) : chant, kazoo électrique (depuis mars 2023)
- Dragovitch (David Clermont) : basse (depuis août 2020)
- Thorvald (Sylvain Guignery) : batterie, composition(décembre 2014)
- Jacky the Snake (Franz) : basse, keytar, composition(depuis avril 2013)
- Gertrude (Aurélie Noblesse) : chant, kazoo électrique (depuis 2013)
- Angel Eyes (Laura Chiche) : chant, kazoo électrique (depuis 2016)

### Anciens membres
- Subway (Marie Poulain) : chant, kazoo électrique (août à octobre 2020)
- Chiclard (Tariq Bettahar) : batterie, paroles, chant (2009)
- Heinrich (Fredéric Herz) : basse, composition (2009-2012)
- Vladimir (Jean Baptiste Rochet) : batterie, composition (2010-2013)
- Pamela (Monica Romanisio) : chant, kazoo, composition (2009-2016)
- Sue Helen (Marion Bourguelat) : chant, kazoo, composition (2009-2013)
- Grizzli (Paul Ardingue) : batterie (2013)
- Natale la Riccia : batterie (2013-2014)
- Brigitte (Marie Telma) : chant, kazoo (2017-2018)
- Clock (Cloé Poirier) : chant, kazoo électrique (octobre 2020- juin 2022)

## Historique de la formation
| Date | Chant masculin & guitare           | Chant féminin                                                          | Batterie                                              | Basse                       |
| ---- | ---------------------------------- | ---------------------------------------------------------------------- | ----------------------------------------------------- | --------------------------- |
| 2009 | Kosta Asmanis Giorgos Papadopoulos |                                                                        | Chiclard (Tariq Bettahar)                             | Heinrich (Fred Hertz)       |
| 2010 | Kosta Asmanis Giorgos Papadopoulos | Pamela (Monica Romanisio) Sue Helen (Marion Bourguelat)                | Vladimir (Jean Baptiste Rochet)                       | Heinrich (Fred Hertz)       |
| 2011 | Kosta Asmanis Giorgos Papadopoulos |                                                                        | Vladimir (Jean Baptiste Rochet)                       | Heinrich (Fred Hertz)       |
| 2012 | Kosta Asmanis Giorgos Papadopoulos |                                                                        | Vladimir (Jean Baptiste Rochet)                       | Heinrich (Fred Hertz)       |
| 2013 | Kosta Asmanis Giorgos Papadopoulos | Pamela (Monica Romanisio) Gertrude (Aurélie Noblesse)                  | Grizzli (Paul Ardingue)                               | Jacky the snake             |
| 2014 | Kosta Asmanis Giorgos Papadopoulos | Pamela (Monica Romanisio) Gertrude (Aurélie Noblesse)                  | Natale la Riccia                                      | Jacky the snake             |
| 2015 | Kosta Asmanis Giorgos Papadopoulos | Pamela (Monica Romanisio) Gertrude (Aurélie Noblesse)                  | Natale la Riccia                                      | Jacky the snake             |
| 2016 | Kosta Asmanis Giorgos Papadopoulos | Gertrude (Aurélie Noblesse) Angel Eyes (Laura Chiche)                  | Thorvald (Sylvain Guignery)                           | Jacky the snake             |
| 2017 | Kosta Asmanis Giorgos Papadopoulos | Gertrude (Aurélie Noblesse) Angel Eyes (Laura Chiche)                  | Thorvald (Sylvain Guignery)                           | Jacky the snake             |
| 2018 | Kosta Asmanis Giorgos Papadopoulos | Gertrude (Aurélie Noblesse) Angel Eyes (Laura Chiche)                  | Thorvald (Sylvain Guignery)                           | Jacky the snake             |
| 2019 | Kosta Asmanis Giorgos Papadopoulos | Gertrude (Aurélie Noblesse) Angel Eyes (Laura Chiche)                  | Thorvald (Sylvain Guignery)                           | Jacky the snake             |
| 2020 | Kosta Asmanis Giorgos Papadopoulos | Blue (Jade Coustere) Subway (Marie Poulain)                            | Thorvald (Sylvain Guignery)                           | Dragovitch (David Clermont) |
| 2021 | Kosta Asmanis Giorgos Papadopoulos | Blue (Jade Coustere) Clock (Cloé Poirier)                              | Thorvald (Sylvain Guignery)                           | Dragovitch (David Clermont) |
| 2022 | Kosta Asmanis Giorgos Papadopoulos | Blue (Jade Coustere) Rainbow (Géraude Ayeva)                           | Thorvald (Sylvain Guignery)                           | Dragovitch (David Clermont) |
| 2023 | Kosta Asmanis Giorgos Papadopoulos | Rainbow (Géraude Ayeva) Maggie ( Madeleine Rispe) Blue (Jade Coustere) | Grizzli (Paul Ardingue) / Thorvald (Sylvain Guignery) | Dragovitch (David Clermont) |

## Discographie

### Singles
2015 : Shup shup shupa
2015 : Parfum chameau

### Vidéographie
- Avril 2017 : Shup shup shupa !!! clip vidéo
- Juin 2020 : Masturbation clip vidéo
- Juillet 2020 : The Pig Show clip vidéo
- Juin 2022 : I Hate the Noise of Your Slipperzzz clip vidéo
- Octobre 2022 : DU SUCRE clip vidéo